# Sant'Angelo in Lizzola
Sant'Angelo in Lizzola es una localidad y comune italiana de la provincia de Pesaro y Urbino, región de las Marcas, con 8577 habitantes.

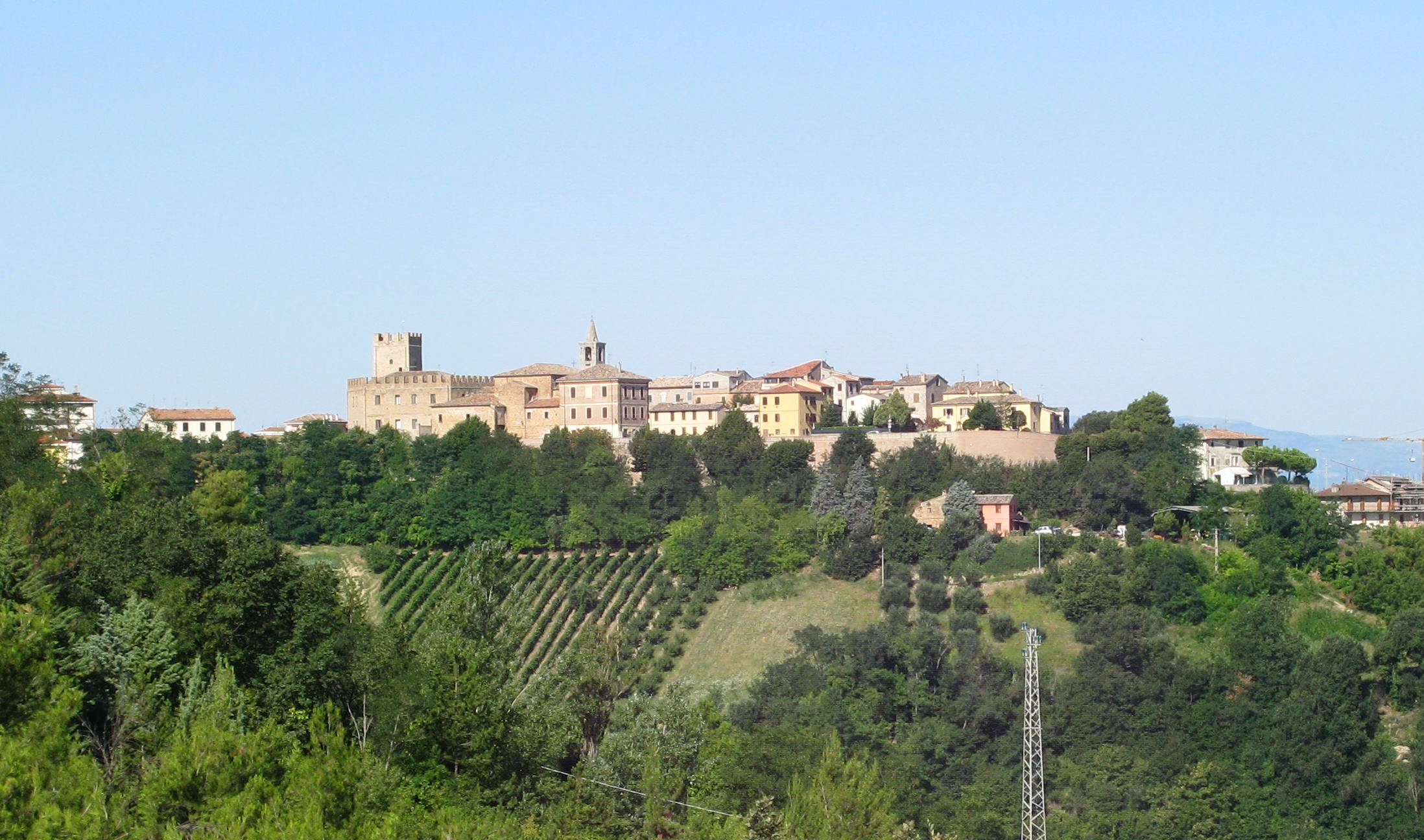
Sant'Angelo in Lizzola

## Evolución demográfica
| Gráfica de evolución demográfica de Sant'Angelo in Lizzola entre 1861 y 2001 |
|                                                                              |
| Fuente ISTAT - elaboración gráfica de Wikipedia                              |